# Radula schaefer-verwimpii
Radula schaefer-verwimpii é uma espécie de planta do gênero Radula e da família Radulaceae.

## Forma de vida
É uma espécie rupícola e folhosa.

## Descrição
Gametófito estéril, pequeno, frágil, verde oliva, caulídio de 5 a 8 milímetros de de comprimento, 0,12  milímetros de de diâmetro, ramo irregularmente pinado, filídio 0,7 a 0,8 milímetros de  de largura, imbricado e frequentemente caduco, as células corticais tão grandes quanto as células medulares, ambas as células com paredes densas sem, ou raramente com, trigônio amarelo claro. Lobo dorsal não auriculado porém amplamente arqueado e cobrindo de ¾ a metade do caulídio ou eventualmente se estendendo por todo o caulídio, a parede celular geralmente fina, sem trigônios, camada fina de cutícula. Lóbulo com metade do tamanho do lobo, distantes, propagando-se obliquamente, ovados, cobrem 1/5 da de largura do caulídio e com a quilha fortemente arqueada, rizoide dificilmente visto, marrom claro. Quilha intensamente arqueada, não decurrente.

## Conservação
A espécie faz parte da Lista Vermelha das espécies ameaçadas do estado do Espírito Santo, no sudeste do Brasil. A lista foi publicada em 13 de junho de 2005 por intermédio do decreto estadual nº 1.499-R.

## Distribuição
A espécie é encontrada nos estados brasileiros de Espírito Santo, Minas Gerais, Rio de Janeiro, Rio Grande do Sul e São Paulo.
Em termos ecológicos, é encontrada no domínio fitogeográfico de Mata Atlântica, em regiões com vegetação de floresta ombrófila pluvial.